# Peter Brandt (Geistlicher)
Peter Brandt (* 22. Juli 1948 in Osterode am Harz) ist ein lutherischer Theologe und ehemaliger Evangelischer Militärgeneraldekan der deutschen Bundeswehr.

## Leben
Brandt besuchte in seiner Heimatstadt Osterode das Gymnasium und studierte von 1968 bis 1973 Evangelische Theologie an der Kirchlichen Hochschule Bethel und an der Universität Göttingen. Zwischen 1974 und 1977 absolvierte er das Vikariat und nahm ein Graduierten-Förderungsstipendium wahr.
Im Jahre 1977 trat er in den Dienst der Evangelisch-Lutherischen Landeskirche in Braunschweig und übernahm die Landpfarrstelle Bettmar mit Sierße in der Propstei Vechelde. Peter Brandt promovierte im Jahre 1984 und wurde im gleichen Jahr Studienleiter des Predigerseminars in Braunschweig. Im Jahre 1989 erhielt er die Ernennung zum Propst der Propstei Bad Gandersheim am Harz.
Seit 1994 war Peter Brandt in der Evangelischen Militärseelsorge in der deutschen Bundeswehr tätig, lange Zeit als Evangelischer Wehrbereichsdekan II in Hannover und von 2005 bis zur Pensionierung 2010 als Militärgeneraldekan der Leiter des Evangelischen Kirchenamtes für die Bundeswehr.